# Нагаока
Нагаока (јап. 長岡市) град је у Јапану у префектури Нигата. Према попису становништва из 2012. у граду је живело 279.741 становника.

## Становништво
Према подацима са пописа, у граду је 2005. године живело 236.355 становника.
| 1995.   | 2000.   | 2005.   |
| ------- | ------- | ------- |
| 235.272 | 237.718 | 236.355 |

## Партнерски градови
- Бамберг
- Romainmôtier-Envy
- Трир Форт Ворт